# Curling-Weltmeisterschaft der Damen 1997
Die Curling-Weltmeisterschaft der Damen 1997 (offiziell: Ford World Women’s Curling Championship 1997) war die 19. Austragung der Welttitelkämpfe im Curling der Damen. Das Turnier wurde vom 12. bis 20. April des Jahres im Schweizer Bundesstadt Bern im Eisstadion Allmend ausgetragen.
Zum zehnten Mal standen die Kanadierinnen ganz oben auf dem Siegertreppchen. Für Norwegen reichte es nur zur Silbermedaille. Im Spiel um Platz 3 setzten sich die Däninnen gegen das japanische Team durch. 
Gespielt wurde ein Rundenturnier (Round Robin), was bedeutet, dass Jeder gegen jeden antritt. 

## Teilnehmende Nationen
| Dänemark | Deutschland | Finnland | Japan | Kanada |
| --- | --- | --- | --- | --- |
| Hvidovre CC, Hvidovre Skip: Helena Blach Lavrsen Third: Margit Pörtner Second: Dorthe Holm Lead: Lisa Richardson Ersatz: Jane Bidstrup | SC Riessersee, Garmisch-Partenkirchen Skip: Andrea Schöpp Third: Monika Wagner Second: Natalie Nessler Lead: Carina Meidele Ersatz: Heike Wieländer | Hyvinkää CC, Hyvinkää Skip: Anne Eerikäinen Third: Jaana Jokela Second: Nina Pöllänen Lead: Laura Franssila Ersatz: Tiina Kautonen    | Obihiro CC, Obihiro Skip: Mayumi Ōkutsu Third: Akiko Katō Second: Yukari Kondō Lead: Yōko Mimura Ersatz: Akemi Niwa            | Caledonian CC, Regina Skip: Sandra Schmirler Third: Jan Betker Second: Joan McCusker Lead: Marcia Gudereit Ersatz: Atina Ford      |
| Norwegen | Schottland | Schweden | Schweiz | Vereinigte Staaten |
| Snarøen CC, Oslo Skip: Dordi Nordby Third: Marianne Haslum Second: Marianne Aspelin Lead: Kristin Løvseth Ersatz: Hanne Woods          | Lockerbie CC, Lockerbie Skip: Carolyn Hutchinson Third: Heather Crockett Second: Jan Byers Lead: Lucy Levack Ersatz: Gillian Barr                   | Härnösands CK, Härnösand Skip: Cathrine Norberg Third: Helena Svensson Second: Anna Blom Lead: Annika Lööf Ersatz: Margaretha Lindahl | Bern CC, Bern Skip: Mirjam Ott Third: Manuela Kormann Second: Franziska von Känel Lead: Caroline Balz Ersatz: Marianne Flotron | Arlington CC, Arlington Skip: Patti Lank Third: Annalissa Johnson Second: Joni Cotten Lead: Tracy Sachtjen Ersatz: Allison Darragh |

## Tabelle der Round Robin
| Schlüssel | Schlüssel                      |
| --------- | ------------------------------ |
|           | Qualifiziert für die Play-offs |
|           | Tie-Breaker                    |

| Platz | Team               | Spiele | Siege | Ndlg. |
| ----- | ------------------ | ------ | ----- | ----- |
| 1.    | Kanada             | 9      | 8     | 1     |
| 2.    | Norwegen           | 9      | 7     | 2     |
| 3.    | Japan              | 9      | 6     | 3     |
| 4.    | Dänemark           | 9      | 5     | 4     |
| 5.    | Schweden           | 9      | 5     | 4     |
| 6.    | Deutschland        | 9      | 4     | 5     |
| 7.    | Vereinigte Staaten | 9      | 4     | 5     |
| 8.    | Finnland           | 9      | 2     | 7     |
| 9.    | Schottland         | 9      | 2     | 7     |
| 10.   | Schweiz            | 9      | 2     | 7     |

## Ergebnisse der Round Robin

### Runde 1
| Begegnung             | Resultat |
| --------------------- | -------- |
| Schottland – Finnland | 5:6      |

| Begegnung          | Resultat |
| ------------------ | -------- |
| Dänemark – Schweiz | 8:5      |

| Begegnung                     | Resultat |
| ----------------------------- | -------- |
| Schweden – Vereinigte Staaten | 7:5      |

| Begegnung           | Resultat |
| ------------------- | -------- |
| Deutschland – Japan | 6:7      |

| Begegnung         | Resultat |
| ----------------- | -------- |
| Norwegen – Kanada | 3:5      |

### Runde 2
| Begegnung          | Resultat |
| ------------------ | -------- |
| Norwegen – Schweiz | 7:5      |

| Begegnung                   | Resultat |
| --------------------------- | -------- |
| Kanada – Vereinigte Staaten | 9:4      |

| Begegnung                | Resultat |
| ------------------------ | -------- |
| Schottland – Deutschland | 3:10     |

| Begegnung           | Resultat |
| ------------------- | -------- |
| Schweden – Finnland | 7:4      |

| Begegnung        | Resultat |
| ---------------- | -------- |
| Dänemark – Japan | 11:4     |

### Runde 3
| Begegnung      | Resultat |
| -------------- | -------- |
| Japan – Kanada | 4:7      |

| Begegnung              | Resultat |
| ---------------------- | -------- |
| Deutschland – Finnland | 3:7      |

| Begegnung           | Resultat |
| ------------------- | -------- |
| Dänemark – Norwegen | 4:5      |

| Begegnung                       | Resultat |
| ------------------------------- | -------- |
| Vereinigte Staaten – Schottland | 10:2     |

| Begegnung          | Resultat |
| ------------------ | -------- |
| Schweden – Schweiz | 4:8      |

### Runde 4
| Begegnung           | Resultat |
| ------------------- | -------- |
| Finnland – Dänemark | 8:10     |

| Begegnung             | Resultat |
| --------------------- | -------- |
| Schottland – Schweden | 11:3     |

| Begegnung        | Resultat |
| ---------------- | -------- |
| Schweiz – Kanada | 5:7      |

| Begegnung        | Resultat |
| ---------------- | -------- |
| Japan – Norwegen | 6:8      |

| Begegnung                        | Resultat |
| -------------------------------- | -------- |
| Deutschland – Vereinigte Staaten | 8:5      |

### Runde 5
| Begegnung           | Resultat |
| ------------------- | -------- |
| Schweden – Norwegen | 9:7      |

| Begegnung                     | Resultat |
| ----------------------------- | -------- |
| Vereinigte Staaten – Dänemark | 9:8      |

| Begegnung        | Resultat |
| ---------------- | -------- |
| Japan – Finnland | 7:4      |

| Begegnung             | Resultat |
| --------------------- | -------- |
| Schweiz – Deutschland | 6:7      |

| Begegnung           | Resultat |
| ------------------- | -------- |
| Kanada – Schottland | 8:4      |

### Runde 6
| Begegnung            | Resultat |
| -------------------- | -------- |
| Kanada – Deutschland | 5:8      |

| Begegnung          | Resultat |
| ------------------ | -------- |
| Japan – Schottland | 8:5      |

| Begegnung                    | Resultat |
| ---------------------------- | -------- |
| Vereinigte Staaten – Schweiz | 10:6     |

| Begegnung           | Resultat |
| ------------------- | -------- |
| Dänemark – Schweden | 5:8      |

| Begegnung           | Resultat |
| ------------------- | -------- |
| Finnland – Norwegen | 3:14     |

### Runde 7
| Begegnung            | Resultat |
| -------------------- | -------- |
| Schweiz – Schottland | 3:12     |

| Begegnung         | Resultat |
| ----------------- | -------- |
| Finnland – Kanada | 6:9      |

| Begegnung              | Resultat |
| ---------------------- | -------- |
| Deutschland – Dänemark | 5:6      |

| Begegnung                     | Resultat |
| ----------------------------- | -------- |
| Norwegen – Vereinigte Staaten | 9:5      |

| Begegnung        | Resultat |
| ---------------- | -------- |
| Japan – Schweden | 5:4      |

### Runde 8
| Begegnung                  | Resultat |
| -------------------------- | -------- |
| Vereinigte Staaten – Japan | 6:9      |

| Begegnung              | Resultat |
| ---------------------- | -------- |
| Norwegen – Deutschland | 9:1      |

| Begegnung         | Resultat |
| ----------------- | -------- |
| Kanada – Schweden | 12:4     |

| Begegnung          | Resultat |
| ------------------ | -------- |
| Finnland – Schweiz | 3:11     |

| Begegnung             | Resultat |
| --------------------- | -------- |
| Schottland – Dänemark | 1:8      |

### Runde 9
| Begegnung              | Resultat |
| ---------------------- | -------- |
| Deutschland – Schweden | 7:10     |

| Begegnung       | Resultat |
| --------------- | -------- |
| Schweiz – Japan | 6:10     |

| Begegnung             | Resultat |
| --------------------- | -------- |
| Norwegen – Schottland | 8:5      |

| Begegnung         | Resultat |
| ----------------- | -------- |
| Kanada – Dänemark | 9:3      |

| Begegnung                     | Resultat |
| ----------------------------- | -------- |
| Vereinigte Staaten – Finnland | 10:2     |

## Tie-Breaker
| Begegnung           | Resultat |
| ------------------- | -------- |
| Dänemark – Schweden | 5:4      |

## Play-off

### Turnierbaum
|  | Halbfinale | Halbfinale | Halbfinale |   |        | Finale                      | Finale                      | Finale                      |
|  |            |            |            |   |        |                             |                             |                             |
|  |            |            |            |   |        |                             |                             |                             |
|  | 1          | Kanada     | 5          |   |        |                             |                             |                             |
|  | 4          | Dänemark   | 2          |   |        |                             |                             |                             |
|  |            |            |            | 1 | Kanada | 8                           |                             |                             |
|  |            |            |            |   | 2      | Norwegen                    | 4                           |                             |
|  | 2          | Norwegen   | 12         |   |        |                             |                             |                             |
|  | 3          | Japan      | 5          |   |        | Spiel um die Bronzemedaille | Spiel um die Bronzemedaille | Spiel um die Bronzemedaille |
|  |            |            |            |   |        | 4                           | Dänemark                    | 7                           |
|  | 3          | Japan      | 6          |   |        |                             |                             |                             |
|  |            |            |            |   |        |                             |                             |                             |

### Halbfinale
| Begegnung         | Resultat |
| ----------------- | -------- |
| Kanada – Dänemark | 5:2      |

| Begegnung        | Resultat |
| ---------------- | -------- |
| Norwegen – Japan | 12:5     |

### Spiel um die Bronzemedaille
| Begegnung        | Resultat |
| ---------------- | -------- |
| Dänemark – Japan | 7:6      |

### Finale
| Team     |  | 1 | 2 | 3 | 4 | 5 | 6 | 7 | 8 | 9 | 10 | Gesamt |
| -------- |  | - | - | - | - | - | - | - | - | - | -- | ------ |
| Kanada   |  | 0 | 0 | 1 | 0 | 5 | 0 | 0 | 0 | 2 | X  | 8      |
| Norwegen |  | 0 | 0 | 0 | 1 | 0 | 1 | 1 | 1 | 0 | X  | 4      |

## Endstand
| Platz | Land               |
| ----- | ------------------ |
| 1     | Kanada             |
| 2     | Norwegen           |
| 3     | Dänemark           |
| 4     | Japan              |
| 5     | Schweden           |
| 6     | Deutschland        |
| 7     | Vereinigte Staaten |
| 8     | Finnland           |
| 9     | Schottland         |
| 10    | Schweiz            |